# Carl August Gosselman (botaniker)
Carl August Gosselman, född 18 augusti 1831 i Karlskrona, död 15 april 1893 på Elestorp i Östra Kärrstorps socken, Malmöhus län, var en svensk botaniker.
Carl August Gosselman var son till Carl August Gosselman. Han blev student vid Lunds universitet 1849 och filosofie doktor där 1853. 1853 blev Gosselman lärare, 1859 adjunkt och 1865 lektor i naturvetenskap och modersmålet vid Högre elementarläroverket i Karlskrona. På grund av sjukdom var han tjänstledig från 1871 och fick avsked 1883. Gosselman utgav flera mindre skrifter rörande floran i Skåne och utgav botaniska, zoologiska och geologiska iakttagelser från Blekinge. Mest känd är 2:a upplagan av hans Blekinges flora (1865).